# Grębów (stacja kolejowa)
Grębów – stacja kolejowa w miejscowości Zabrnie, w województwie podkarpackim, w Polsce.

## Ruch pasażerski
| Rok  | Wymiana pasażerska na dobę |
| ---- | -------------------------- |
| 2017 | 0-9                        |
| 2022 | 10-19                      |